# Lately I Feel Everything
A Lately I Feel Everything (stilizálva: lately I feel EVERYTHING) Willow amerikai énekes negyedik stúdióalbuma, amely 2021. július 16-án jelent meg az MSFTSMusic, a Roc Nation és a Polydor Records kiadókon keresztül. Az albumon Willow eltávolodik megszokott R&B stílusától és pop-punk, indie rock műfajokban dolgozik. Az albumon közreműködött Travis Barker, Avril Lavigne, Tierra Whack, Cherry Glazerr és Ayla Tesler-Mabe.
Az albumról két kislemez jelent meg, a Transparent Soul és a Lipstick. A korábbi elérte a 40 legjobb helyet a slágerlistákon az Egyesült Királyságban, Írországban és Új-Zélandon. A Billboard Hot 100 listán a 76. helyig jutott.

## Számlista
| Lately I Feel Everything | Lately I Feel Everything                                       | Lately I Feel Everything       | Lately I Feel Everything | Lately I Feel Everything | Lately I Feel Everything | Lately I Feel Everything | Lately I Feel Everything | Lately I Feel Everything | Lately I Feel Everything |
|                          | Cím                                                            | Szerző(k)                      | Hossz                    |                          |                          |                          |                          |                          |                          |
| ------------------------ | -------------------------------------------------------------- | ------------------------------ | ------------------------ | ------------------------ | ------------------------ | ------------------------ | ------------------------ | ------------------------ | ------------------------ |
| 1.                       | t r a n s p a r e n t s o u l (Travis Barker közreműködésével) | Willow Smith Barker Tyler Cole | 2:48                     |                          |                          |                          |                          |                          |                          |
| 2.                       | F**K You                                                       | Smith                          | 0:36                     |                          |                          |                          |                          |                          |                          |
| 3.                       | Gaslight (Travis Barker közreműködésével)                      | Smith Cole                     | 1:49                     |                          |                          |                          |                          |                          |                          |
| 4.                       | don't SAVE ME                                                  | Smith                          | 1:53                     |                          |                          |                          |                          |                          |                          |
| 5.                       | naïve                                                          | Smith Cole                     | 2:49                     |                          |                          |                          |                          |                          |                          |
| 6.                       | Lipstick                                                       | Smith                          | 3:11                     |                          |                          |                          |                          |                          |                          |
| 7.                       | Come Home (Ayla Tesler-Mabe közreműködésével)                  | Smith Cole Tesler-Mabe         | 3:37                     |                          |                          |                          |                          |                          |                          |
| 8.                       | 4ever                                                          | Smith Cole                     | 2:41                     |                          |                          |                          |                          |                          |                          |
| 9.                       | XTRA (Tierra Whack közreműködésével)                           | Smith Cole Whack               | 2:21                     |                          |                          |                          |                          |                          |                          |
| 10.                      | G R O W (Avril Lavigne és Travis Barker közreműködésével)      | Smith Cole Lavigne Barker      | 2:09                     |                          |                          |                          |                          |                          |                          |
| 11.                      | ¡BREAKOUT! (Cherry Glazerr közreműködésével)                   | Smith Cole Clementine Creevy   | 2:10                     |                          |                          |                          |                          |                          |                          |
| 26:04                    |                                                                |                                |                          |                          |                          |                          |                          |                          |                          |

Feldolgozott dalok
- ¡BREAKOUT!: POWER, eredetileg: Kanye West.[13]

## Közreműködő előadók
A Tidal adatai alapján.
- Willow Smith – vokál, kompozíció, dalszöveg (összes), producer (4, 6)
- Zach Brown – hangmérnök (összes), keverés (2–4, 6–7, 9, 11)
- Michelle Mancini – master (összes)
- Tyler Cole – producer (1–3, 5, 7–11), kompozíció, dalszöveg (1, 3, 5, 7–11), dobok, gitár, programozás (6)
- Travis Barker – dobok, programozás (1, 3, 10), dalszöveg (1, 10)
- Mario McNulty – keverés (1, 3–4, 6–11)
- Matt Chamberlain – dobok (4–11)
- Ayla Tesler-Mabe – vokál, kompozíció, dalszöveg (7)
- Tierra Whack – vokál, kompozíció, dalszöveg (9)
- Avril Lavigne – vokál, kompozíció, dalszöveg (10)
- Cherry Glazerr – vokál, kompozíció, dalszöveg (11)